# 7285 Seggewiss
7285 Seggewiss è un asteroide della fascia principale. Scoperto nel 1990, presenta un'orbita caratterizzata da un semiasse maggiore pari a 2,5745668 UA e da un'eccentricità di 0,1947334, inclinata di 12,03049° rispetto all'eclittica.